# Bindura
Bindura je glavni grad zimbabveanske pokrajine Mashonaland Central. Nalazi se 90 km sjeveroistočno od Hararea, na visoravni Mazowe. Osnovana je 1901. godine kao Kimberley Reefs, naselje uz rudnik zlata, a današnje ime nosi od 1913. i dolaska željeznice. Osim zlata, poznata je po nalazištima nikla, bakra i kobalta. Stanovništvo se bavi uzgojem i preradom pamuka i kukuruza.
Bindura je 2002. imala 33.637 stanovnika.